# Afrolimnophila amabilis
Afrolimnophila amabilis är en tvåvingeart som först beskrevs av Alexander 1950.  Afrolimnophila amabilis ingår i släktet Afrolimnophila och familjen småharkrankar. Inga underarter finns listade i Catalogue of Life.